# Fukushima Peak
Der Fukushima Peak ist ein 4634 m hoher und hervorstechender Berggipfel im westantarktischen Ellsworthland. Er ragt am südlichen Ende des Vinson-Massivs rund 3 km südlich des Mount Vinson in der Sentinel Range des Ellsworthgebirges auf.
Das Advisory Committee on Antarctic Names benannte ihn 2006 nach Eiichi Fukushima, Teilnehmer der American Antarctic Mountaineering Expedition (1966–1967), welcher die Erstbesteigung des Vinson-Massivs und anderer hoher Berge in der Sentinel Range gelang.